# Orde van het Gouden Schild
De Orde van het Gouden Schild (Frans: "Ordre de l'Écu d'or"), ook wel Orde van het Groene Schild genoemd, was een door Lodewijk de Goede, hertog van Bourbon, op 1 januari 1369 (volgens anderen in 1399) gestichte ridderorde ter herinnering aan de vrijlating van de samen met koning Jan II van Frankrijk vastgehouden adellijke gijzelaars uit Engelse gevangenschap. Deze vrijlating geschiedde in 1369, drie jaar na de dood van de gevangen koning.
De ridderorde telde behalve de grootmeester, twaalf ridders en had tot doel het verdedigen en beschermen van vrouwen. Dit hoofse ideaal waarin ridders kwetsbare vrouwen beschermden was kenmerkend voor de cultuur en het ridderlijke zelfbeeld van de late middeleeuwen. Het motto van de orde was "Allons".
Ackermann vermeldt deze ridderorde als een historische orde van Frankrijk.